# 明鋼材
明鋼材株式会社（あきらこうざい）は、愛知県名古屋市中川区八熊一丁目11番15号に本社を置く、鉄鋼専門商社。

## 沿革
- 1946年（昭和21年）8月 - 鋼材販売業を創業[1]。
- 1947年（昭和22年）3月 - 合資会社に改組[1]。
- 1960年（昭和35年）7月 - 株式会社に組織を変更[1]。
- 1986年（昭和61年） - 弥富センター竣工[1]。
- 2002年（平成14年） - 飛島センター取得[1]。

## 拠点
- 本社（愛知県名古屋市中川区）
- 弥富センター（愛知県弥富市）
- 弥富加工センター（愛知県弥富市）
- 飛島センター（愛知県海部郡飛島村）

## その他
- 明鋼材という社名はかつて本社が名古屋市西区明道町に存在したことに由来する[1]。
- 元社長の林喜裕は、鋼材販売業者の全国団体である全国鉄鋼販売業連合会の会長を務めていた。[要出典]